# ペーター・ニーマイヤー
ペーター・ニーマイヤー（Peter Niemeyer、1983年11月22日 - ）は、西ドイツ（現ドイツ）ノルトライン＝ヴェストファーレン州・ヘルステル出身の元サッカー選手。現役時代のポジションは、ミッドフィールダー。

## クラブ経歴
2007年1月、ヴェルダー・ブレーメンに移籍。9月のアルミニア・ビーレフェルト戦で初ゴール。
2008–09シーズンはリーグ戦25試合に出場したほかUEFAカップ決勝まで進んだ。
2010年8月、2. ブンデスリーガに降格したヘルタ・ベルリンにレンタル移籍。
2015年8月、SVダルムシュタット98に3年契約で移籍。

## エピソード
ヘルタ・ベルリンに所属していた2010年10月、対アレマニア・アーヘン戦の試合中、女性主審のビビアナ・シュタインハウスの胸を触ってしまった。肩口を軽く叩くつもりで手を伸ばしたが、互いの距離が思ったよりも離れていたために胸に当たってしまったのだとニーマイヤーは弁解している。

## タイトル
- DFBポカール: 2008–09